# Gilles de Rais
Gilles de Montmorency-Laval, baró de Rais, anomenat Gilles de Rais o Gilles de Retz, (circa 1405? - 26 d'octubre de 1440) va ser un noble i assassí en sèrie francès del segle xv que va lluitar a la Guerra dels Cent Anys al costat de Joana d'Arc, a la qual va seguir i en la qual va creure sempre.

## Biografia
Va aconseguir convertir-se en mariscal després de la seva participació en la Guerra dels Cent Anys i va amassar una gran fortuna. Però, la seva bona fama entre els francesos es va veure truncada quan es van descobrir les atrocitats que havia comès amb centenars de nens i nenes en una cort formada per bruixots, alquimistes, vidents i adoradors del diable. Es diu que podria haver tingut esquizofrènia.
Juntament amb Erzsébet Báthory, l'aristòcrata hongaresa coneguda com la «Comtessa Sagnant», és considerat com un d'aquells aristòcrates que va utilitzar la seva gran fortuna per donar curs a les seves bogeries. Aquest home impulsiu, els crims del qual contradeien la seva exacerbada fe i creença cristiana, i que va tenir un anhelat desig del perdó de Déu, va inspirar a Charles Perrault a l'hora d'explicar la història de Barbablava.

### Infància i joventut
Va ser el primer fill d'un dels grans llinatges de França, Guy II de Laval i Marie de Craon, i va néixer a la torre negra del castell de Champtocé, banyat pel riu Loira a la regió de la Bretanya. Durant la seva infància va estar molt unit al seu germà petit, René de Susset (1407 - ?), amb qui va ser encomanat a diversos tutors eclesiàstics i nodrisses, els quals van abandonar el seu lloc a causa de la ment sàdica i cruel de Gilles.
Un fet que va marcar a Gilles va ser la mort del seu pare durant una batuda de caça. Guy II de Laval, després de ferir a un verro, va ser envestit per aquest i li va incrustar les banyes a l'estómac. Gilles, que tenia 9 anys, va presenciar l'escena i va veure agonitzar al seu pare i com les seves vísceres s'escampaven pel seu llit. Més endavant, Gilles va reconstruir aquesta escena amb les seves víctimes i es quedava abstret amb l'espectacle de sang i entranyes que tenia davant seu.
La vídua, Marie de Craon, va morir poc després i Gilles i el seu germà van quedar sota la tutela del seu avi matern, Jean de Craon, un home que va ensenyar als seus nets el narcisisme, la supèrbia, el poder, i l'orgull amb què Gilles va anar desenvolupant la seva personalitat. Gilles, que veia com el seu avi estava més pel seu germà petit, es va refugiar a la biblioteca. Allà va trobar un llibre molt especial per a ell: Les vides dels dotze Cèsars de Suetoni. En aquest llibre va llegir com els cèsars, homes molt poderosos, feien el que volien sense donar explicacions posteriors a ningú. Els seus emperadors favorits van ser els desequilibrats Neró, Tiberi i Cal·lígula, i segons va dir en els seus judicis, De Rais, mentre va viure amb el seu avi, va fer sempre el que va voler movent-se per impulsos violents la majoria de vegades.
Amb 14 anys el seu avi li va regalar una armadura milanesa i va ser proclamat cavaller. Aviat es va avorrir de practicar i aprendre a lluitar amb l'espasa amb ninots construïts per entrenar-se i va començar a aflorar la seva agressivitat amb tot ésser vivent que hi hagués a prop d'ell. Primer van ser animals, però després van ser persones.
El seu primer assassinat va esdevenir quan, amb només 15 anys, va matar a un amic seu clavant-li un matxet al coll en un duel. En comptes d'ajudar-lo, Gilles va observar com el seu amic es dessagnava. Gràcies a la seva condició de noble i als contactes del seu avi, De Rais va quedar sense condemna i la família del seu amic va acceptar la indemnització que se'ls va oferir.